# Абрамов, Юрий Сергеевич
Ю́рий Серге́евич Абра́мов (род. 9 декабря 1976) — российский легкоатлет, специалист по бегу на длинные дистанции и марафону. Выступал на профессиональном уровне в 1998—2011 годах, двукратный чемпион России в марафоне, чемпион России в беге на 5000 метров, победитель и призёр ряда крупных международных стартов на шоссе, участник чемпионата мира в Берлине и чемпионата Европы в Барселоне. Представлял Адыгею и Москву. Мастер спорта России международного класса.

## Биография
Юрий Абрамов родился 9 декабря 1976 года. Занимался лёгкой атлетикой под руководством тренеров М. И. Монастырского, К. А. Чадина.
Первого серьёзного успеха на взрослом всероссийском уровне добился в сезоне 1999 года, когда на зимнем чемпионате России в Москве выиграл серебряную медаль в беге на 3000 метров с препятствиями.
На чемпионате России 2002 года в Чебоксарах превзошёл всех соперников в беге на 5000 метров и завоевал золотую медаль.
В 2003 году вошёл в состав российской национальной сборной и выступил на Европейском вызове по бегу на 10 000 метров в Афинах, где занял 12-е место в личном зачёте и четвёртое в командном.
В 2004 году в дисциплине 5000 метров одержал победу на Мемориале Куца в Москве.
В 2005 году был лучшим на дистанции 10 км в рамках Московского международного полумарафона, в той же дисциплине финишировал вторым на Московском международном марафоне мира.
В 2007 году помимо прочего показал 17-й результат на Римском марафоне (2:16:34) и 13-й результат на Франкфуртском марафоне (2:12:22).
В 2008 году занял 25-е место на Лиссабонском полумарафоне.
В 2009 году финишировал третьим на Хьюстонском марафоне (2:12:21). Выполнив соответствующий норматив, удостоился права защищать честь страны на чемпионате мира в Берлине — в программе марафона показал результат 2:17:04, расположившись в итоговом протоколе соревнований на 27-й строке.
В 2010 году с личным рекордом 2:11:39 одержал победу на чемпионате России по марафону, прошедшем в рамках Московского международного полумарафона. Принимал участие в чемпионате Европы в Барселоне — хотя и сошёл здесь с дистанции, вместе с соотечественниками стал серебряным призёром в командном зачёте марафона.
В 2011 году с результатом 2:14:53 вновь победил на чемпионате России по марафону в Москве и по окончании сезона завершил спортивную карьеру.
За выдающиеся спортивные достижения удостоен почётного звания «Мастер спорта России международного класса».